# Vianen

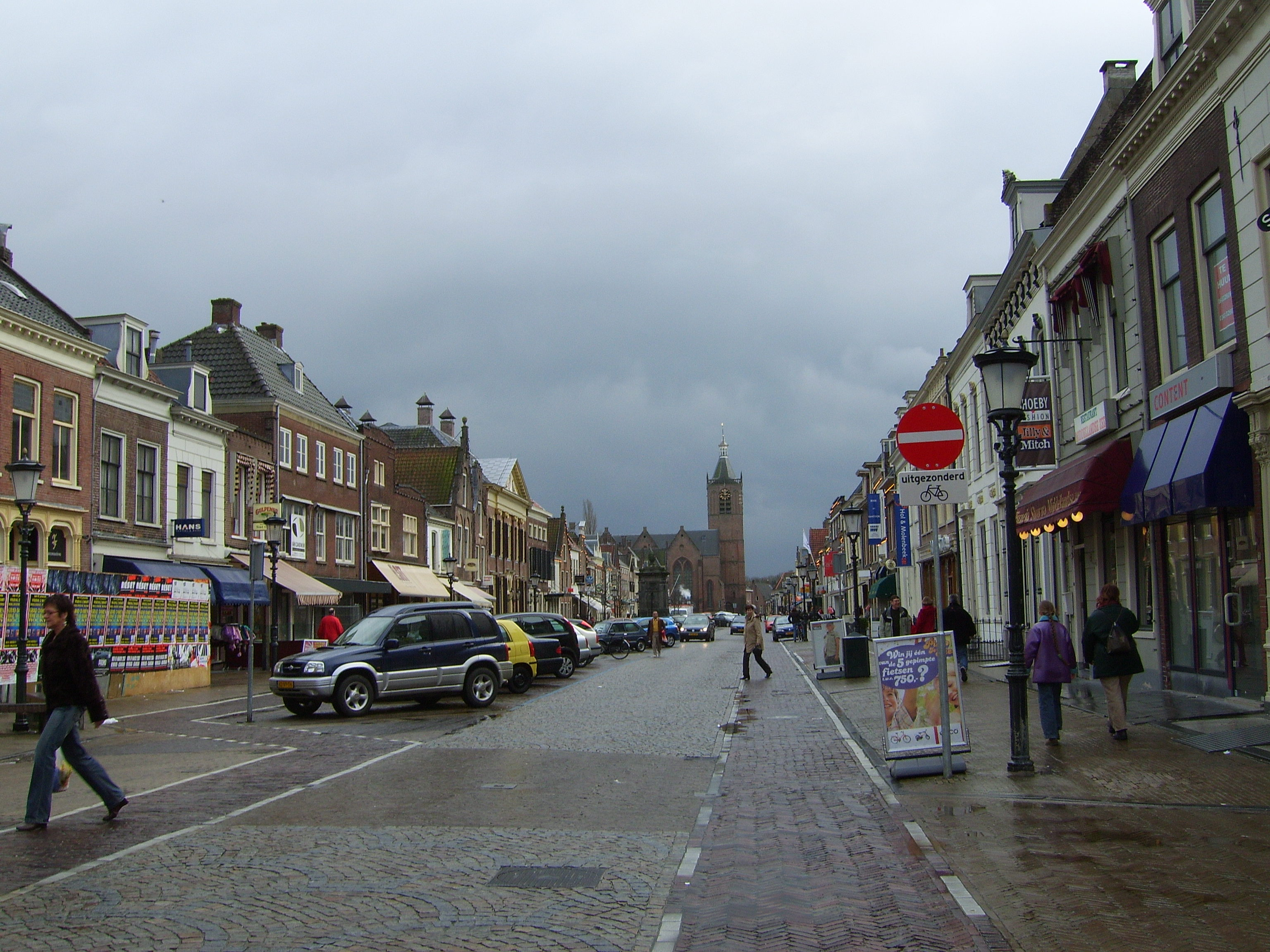

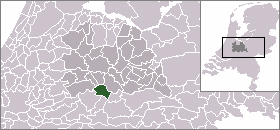
Lägeskarta

Vianen är en historisk kommun i provinsen Utrecht i Nederländerna. Kommunens totala area är 42,37 kvadratkilometer (där 2,90 kvadratkilometer är vatten) och invånarantalet är 19 771(2005).